# Ola Håkansson
Ola Håkansson, noto anche con gli pseudonimi Björn Håkansson e Oson (Stoccolma, 24 marzo 1945), è un cantante, paroliere, produttore discografico, sceneggiatore e attore svedese.

## Biografia
Da bambino ha cantato nel coro dei ragazzi di Radiotjänst. Il padre Lars Håkansson (1913-1983), era un editore presso la redazione sportiva di Aftonbladet e ufficiale di riserva. Il nome della madre May Berglund (1914-1978), era celibe. Andò a Helenelundsskolan.
Esordì come cantante nel 1962, entrando nel gruppo garage rock The Janglers che per l'occasione cambiò nome in Ola & The Janglers. Con il gruppo pubblicò sette album, tra cui Pictures & Sounds, colonna sonora del film Ola och Julia di Jan Halldoff (in cui lo stesso Håkansson interpreta il ruolo del protagonista) e Let's Dance, da cui fu estratto l'omonimo singolo che riuscì ad entrare nella top 100 statunitense.
Dopo lo scioglimento del gruppo, avvenuto nel 1969, Håkansson diede avvio alla carriera solista pubblicando sei album fino al 1976 servendosi, a partire dal 1972, di un gruppo di supporto chiamato Frukt & Flingor che vedeva tra i componenti il batterista Leif Johansson (già compagno di gruppo negli Ola & The Janglers) e il chitarrista Tonny Lindberg. Contemporaneamente frequentò l'università di Stoccolma e lavorò come dirigente dell'etichetta discografica Sonet.
A partire dal 1976 Håkansson sviluppò, assieme ai musicisti Tim Norell e Ulf Wahlberg, un nuovo progetto solista chiamato Ola + 3, che pubblicò un album e prese parte al Melodifestivalen del 1979. Al termine della manifestazione il progetto, che vide l'entrata di Leif Johansson, Tonny Lindberg e Leif Paulsén, assunse la forma di un gruppo, il cui nome fu cambiato in Secret Service. I primi album pubblicati dal gruppo (Oh Susie, Ye Si Ca e Cutting Corners), contenenti brani musicali con testi scritti dallo stesso Håkansson (accreditatosi con il suo secondo nome Björn), riscossero un buon successo anche al di fuori della Svezia e furono premiati con diversi riconoscimenti.
Dal 1984 Håkansson (che a partire da quell'anno aveva cambiato il suo pseudonimo in Oson), assieme al compagno di gruppo Tim Norell, iniziò l'attività di produttore musicale formando, nel 1987 (anno dello scioglimento definitivo dei Secret Service), il cosiddetto Megatrio (i cui componenti erano Norell, Håkansson e Anders Hansson, polistrumentista che partecipò alle registrazioni di Aux Deux Magots, ultimo album dei Secret Service). In quello stesso periodo proseguì l'attività di paroliere formando il trio Norell-Oson-Bard (assieme a Norell e ad Alexander Bard, autore di alcuni testi dell'album Aux Deux Magots).
A partire dal 1992 Håkansson dirige la Stockholm Records, casa discografica filiale della PolyGram nata dalle ceneri della Sonet, mentre negli anni novanta si occupò della sceneggiatura di alcuni episodi di serie tv svedesi.

## Discografia
- 1969 - Solo
- 1971 - Ola Håkansson

### Ola & The Janglers
- 1965 - Surprise, Surprise
- 1966 - Patterns
- 1966 - Limelight
- 1967 - Pictures & Sounds
- 1967 - Under-Ground
- 1968 - Let's Dance
- 1969 - Sweet Love, Lost Love

### Ola, Frukt & Flingor
- 1972 - Drömmens Dag
- 1974 - Från Tryckare Till Shake
- 1976 - 3
- 1976 - O.F.F.

### Ola + 3
- 1979 - Det Känns Som Jag Vandrar Fram

## Filmografia
- 1967 - Drra på - kul grej på väg till Götet
- 1967 - Ola och Julia